# 全球星
全球星（英語：Globalstar, Inc.）是美国一家卫星通讯公司，该公司通过近地轨道卫星星座运营卫星电话和低速数据通讯服务。全球星第二代卫星星座由24颗低地轨道卫星组成。

## 历史
全球星项目始于1991年，由高通和劳拉公司合资成立。1994年3月24日，两家出资企业宣布成立有限合伙企业Globalstar LP，随后阿爾卡特等多家公司也参与进来。
1998年2月项目第一颗卫星发射，1998年11月1日由高通、劳拉董事长进行了首次呼叫。2000年2月，开始全面提供商业服务，共有48颗卫星和4颗备用卫星，初期价格为1.79美元/分钟。
2002年2月15日，全球星公司（旧全球星）及其3个子公司根据《美国破产法》11章提交自愿书。
2004年，旧全球星公司完成破产重整，Thermo Capital Partners获得了公司的运营控制权和部分所有权，并成为主要所有者。2006年3月17日，公司变更为现名。
2010年至2013年之间，全球星发射了24颗第二代卫星，使其系统全面恢复服务。